# GRE數學測試
GRE數學測試是由美國教育考試服務中心（ETS）主辦的標準化考試。美國絕大部分大學數學系的博士課程，都要求申請者提交GRE數學測試分數。

## 考試形式
測試設一卷，66條選擇題，每題有5個選項。測驗時間2小時50分。測試原來只有紙筆形式。自2023年9月開始，測試改為電腦形式，時間和題數維持不變。
GRE數學測試的題數，是所有GRE專項考試中最少者，即使GRE物理和心理學測試轉為電腦形式後，時間縮短至2小時並減少題數，其題數仍比數學為多。
在紙筆考試中，考生不得使用計算器，也不得用除鉛筆及橡皮擦外其他文具。電腦形式的考試，也不會提供屏幕上計算器。

## 考試範圍
考試內容涵蓋大學數學本科的學習內容。

### 微積分學（50%）
- 一元及多元微分和積分、微積分的應用，包括坐標幾何、三角學、微分方程等。

### 代數（25%）
- 中學初等代數運算和技巧。
- 線性代數：矩陣代數、線性方程組、向量空間、線性變換、特徵多項式、特徵值和特徵向量。
- 抽象代數和數論：群論、環和模理論、體、數論。

### 其他課題（25%）
很多大學數學本科會教授的專業課，包括：
- 基本實變函數論：數和函數的序列和級數、連續性、可微性、可積性、{\displaystyle \mathbb {R} }和{\displaystyle \mathbb {R} ^{n}}的初等拓撲空間。
- 離散數學：邏輯、集合論、組合數學、圖論、演算法。
- 點集拓撲學
- 幾何學
- 複變函數
- 機率和統計學
- 數值分析

測試也會涉及與上述課題相關的概念。

## 分數
分數的可能範圍是200至990分，但實際分數範圍往往較窄。測試成績有效期為5年。
年份不同的考試分數也可以直接比較。不過，由於隨着考試人數增多，整體分數在提高，在原本的計分制下取得滿分的考生比例太高（1996年10月至1999年10月之間，滿分考生占18%），從2001年10月起，數學測試的計分制重新調整，測試名稱也改為"Mathematics (rescaled)"（數學（調整計分版））以作區分，然而測試內容並無更改。在2001年10月以後取得的分數，不可以與之前取得的分數比較。名字中的"rescaled"。在2008年已經去除。
2014年以前，考生的分數是以答對題數減去1/4答錯題數計算（漏空或填畫多於一個答案都不會計算），以此令考生不會靠完全隨機猜答案獲益。官方指引為僅當能排除至少一個選項時，嘗試作答才較可能增加分數。2015年以後，考生分數只以答對題數計算，漏答或答錯題目，都不會影響得分，官方指引改為建議考生猜答案，不要留空。

## 考試日期
數學測試，每年舉行三次，分別在4月、9月和10月的其中一個周六，與其他GRE專項測試（subject test）同日舉行。在改為電腦形式後，每年舉行三次，每次為期14日的時段進行。考生在每時段可以考一次。